# アニー・フェルバーマイヤー
- アンニー・フェルバーマイヤー
- アニー・フェルベルマイヤー

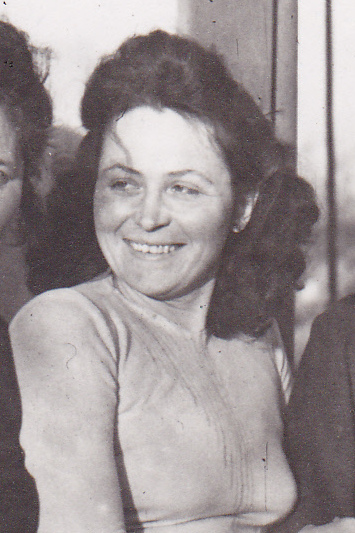

アニー・フェルバーマイヤー（Anny Felbermayer, 1924年7月21日 - 2014年9月5日）は、オーストリアのソプラノ歌手。
ウィーンの生まれ。地元の音楽院で声楽とピアノを学び、1949年に卒業。1950年にウィーン国立歌劇場でデビューを飾り、ヨーロッパ各地の声楽コンクールで上位入賞して脚光を浴びるようになった。1969年にはオーストリア政府より芸術科学のための名誉十字章、1975年にはウィーン国立歌劇場から名誉のリングをそれぞれ贈られている。1983年に引退し、オーストリア政府から宮廷歌手の称号を贈られた。
ウィーンにて死去。